# Estats del Sudan

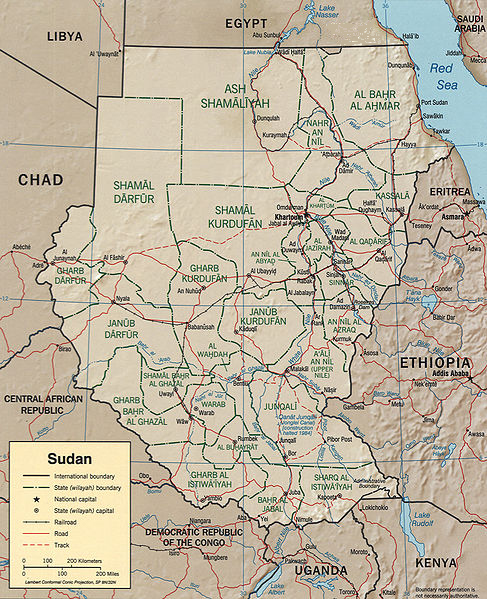
Mapa polític del Sudan a l'any 2000

Estats del Sudan (amb la llegenda numerada)

El Sudan està dividit actualment, després de la secessió de Sudan del Sud, en 15 wilayes o estats. Aquest són (amb el nom en àrab entre parèntesis):
| - Darfur del Nord (Shamal Darfur) (6) - Darfur de l'Est (Sharq Darfur) (17) - Darfur Central (Wasat Darfur) (16) - Darfur de l'Oest (Gharb Darfur) (15) - Darfur Meridional (Janub Darfur) (7) - Gedarif (Al Qadarif) (13) - Gezira (Al Jazirah) (9) - Kassala (Kassala) (4) - Khartum (Al Khartum) (1) | - Kordofan del Nord (Shamal Kurdufan) (2) - Kordofan de l'Oest (Gharb Kordufan) (18) - Kordofan del Sud (Janub Kurdufan) (8) - Mar Roja (Al Bahr al Ahmar) (12) - Nil Blau (An Nil al Azraq / Al Wustá) (5) - Nil Blanc (An Nil al Abyad) (10) - Nord (Ash Shamaliyah) (3) - Riu Nil (Nahr an Nil) (11) - Sennar (Sannār) (14) |

## Altres estats
- Sudan del Sud era una regió autònoma intermèdia entre els estats i el govern nacional. Arran dels acords amb les autoritats de Khartum el 2005, es va celebrar un referèndum sobiranista el gener del 2011 en el que gairebé el 99% dels sudanesos del sud van votar a favor de la independència. Sudan del Sud és un Estat independent des del 9 de juliol del 2011, el primer país que obté la independència al segle XXI.

- Darfur és una regió de tres estats occidentals que actualment estan immersos en l'anomenat «Conflicte del Darfur».